# Thrinchostoma serricorne
Thrinchostoma serricorne is een vliesvleugelig insect uit de familie Halictidae. De wetenschappelijke naam van de soort is voor het eerst geldig gepubliceerd in 1933 door Blüthgen.